# Gerard Granollers
 Gerard Granollers , nacido el 30 de enero de 1989, es un tenista profesional español.

## Carrera
Su ranking más alto a nivel individual fue el puesto N.º 217, alcanzado el 5 de agosto de 2013. A nivel de dobles alcanzó el puesto N.º 144 el 11 de octubre de 2010. 
Es hermano del también tenista español Marcel Granollers con quien ganó 2 torneos challengers en dobles, como pareja.
Ha ganado hasta el momento cuatro torneos de la categoría ATP Challenger Series en dobles así como también varios títulos futures en individuales y en dobles.

## 2014
El 7 de junio de 2014 ganó el Challenger de Fürth disputado en Alemania sobre pistas de tierra batida. Fue en la modalidad de dobles y su compañero de dupla fue su compatriota Jordi Samper Montaña. En la final derrotaron a sus compatriotas Adrián Menéndez Maceiras y Rubén Ramírez Hidalgo por un marcador de 7-61, 6-2.

## Títulos; 15 (0 + 15)
| Leyenda                     | Individuales | Dobles |
| --------------------------- | ------------ | ------ |
| Grand Slam                  | 0            | 0      |
| ATP World Tour Finals       | 0            | 0      |
| ATP World Tour Másters 1000 | 0            | 0      |
| ATP World Tour 500 Series   | 0            | 0      |
| ATP World Tour 250 Series   | 0            | 0      |
| ATP Challenger Series       | 0            | 15     |

### Dobles
| N.º | Fecha      | Torneo                      | Superficie    | Pareja                   | Rival en la final                       | Resultado         |
| --- | ---------- | --------------------------- | ------------- | ------------------------ | --------------------------------------- | ----------------- |
| 1.  | 06.12.2009 | Challenger de Janty-Mansisk | Dura          | Marcel Granollers        | Evgeny Kirillov Andréi Kuznetsov        | 6-3, 6-2          |
| 2.  | 11.07.2010 | Challenger de Pozoblanco    | Tierra batida | Marcel Granollers        | Brian Battistone Filip Prpic            | 6-4, 4-6 10-4     |
| 3.  | 20.09.2013 | Challenger de Kenitra       | Tierra batida | Jordi Samper             | Taro Daniel Aleksandr Rumiantsev        | 6-4, 6-4          |
| 4.  | 07.06.2014 | Challenger de Fürth         | Tierra batida | Jordi Samper             | Adrián Menéndez Rubén Ramírez Hidalgo   | 7-61, 6-2         |
| 5.  | 18.09.2015 | Challenger de Kenitra (2)   | Tierra batida | Oriol Roca Batalla       | Kevin Krawietz · Maximilian Marterer    | 3:6, 7:64, [10:8] |
| 6.  | 31.10.2015 | Challenger de Pune          | Dura          | Adrián Menéndez Maceiras | Maximiliam Neuchrist Divij Sharan       | 1-6, 6-3, [10-6]  |
| 7.  | 07.1.2018  | Challenger de Bangkok       | Dura          | Marcel Granollers        | Zdenek Kolar Gonçalo Oliveira           | 6-3, 7-6 (6)      |
| 8.  | 03.2.2018  | Challenger de Burnie        | Dura          | Marcel Granollers        | Evan King Max Schnur                    | 7-6 (8), 6-2      |
| 9.  | 06.05.2018 | Challenger de Glasgow       | Dura          | Guillermo Olaso          | Scott Clayton Jonny O'Mara              | 6-1, 7-5          |
| 10. | 29.07.2018 | Challenger de Binghamton    | Dura          | Marcel Granollers        | Alejandro Gómez Caio Silva              | 7-6 (2), 6-4      |
| 11. | 11.08.2018 | Challenger de Portoroz      | Dura          | Lukáš Rosol              | Nikola Čačić Lucas Miedler              | 7-5, 6-3          |
| 12. | 08.09.2018 | Challenger de Sevilla       | Dura          | Pedro Martínez Portero   | Daniel Gimeno-Traver Ricardo Ojeda Lara | 6-0, 6-2          |
| 13. | 12.05.2019 | Challenger de Braga         | Dura          | Federico Neis            | Kimmer Coppejans Zdeněk Kolář           | 6-4, 6-3          |
| 14. | 15.09.2019 | Challenger de Sevilla       | Dura          | Pedro Martínez Portero   | Kimmer Coppejans Sergio Martos Gornes   | 7-5, 6-4          |
| 15. | 31.10.2020 | Challenger de Marbella      | Tierra batida | Pedro Martínez Portero   | Luis David Martínez Fernando Romboli    | 6-3, 6-4          |